# Domènec Graell
Domènec Graell (Tremp, 14 d'abril de 1727 - Tremp, ca. 1796) va ser mestre de capella i organista. Des de l'any 1736 fins al 1750, va servir a l'església de Tremp. Al mateix temps, també va desplaçar-se a Barcelona per formar-se. Es va presentar a diverses oposicions d'organista i mestre de capella de diferents esglésies i catedrals entre d'altres. L'any 1752 va obtenir la plaça d'organista, i més tard de mestre de capella de l'església col·legial de Baza a Granada. El 1754 va presentar-se com a mestre de capella a la catedral de Jaén, la prova consistia en una composició d'un vilancet a cinc veus, un salm a vuit veus, exercicis de teoria i contrapunt, així com la direcció del vilancet compost. Graell no va aconseguir superar aquesta prova, ni tampoc la de la Capella Reial de Granada, on va oposar l'any següent. L'any 1757 va presentar-se com a organista a l'església col·legial de Medinaceli a Sòria, on va exercir el càrrec durant pocs anys. Al mateix any es va tornar a presentar a les oposicions del magisteri de Granada, on el van rebutjar per segona vegada. Durant aquells anys, però va obtenir el càrrec de mestre de capella de l'església de Pastrana.
Uns anys més tard, l'any 1762, va començar la seva etapa més estable com a mestre de capella de la catedral de Baeza. El 1768 va aspirar a una vacant per la capella de Màlaga, però va tornar a ser rebutjat. La seva etapa a Baeza coincideix amb l'etapa de més activitat de la catedral, la qual comptava amb 18 músics. L'any 1773 va abandonar la seva plaça i va tornar a Pastrana, on va treballar pels ducs de l'Infantat. Allà, l'any 1791, va demanar la jubilació, però no li van concedir, ho va tornar a intentar dos anys més tard, quan tampoc li van donar i es va veure obligat a renunciar al lloc sense avís. Finalment es va retirar Tremp on va morir.